# هاینریش هرتز
هاینریش رودلف هرتز یا هاینریش رودلف هرتس (به آلمانی: Heinrich Rudolf Hertz) (۲۲ فوریهٔ ۱۸۵۷ – ۱ ژانویهٔ ۱۸۹۴) فیزیک‌دان آلمانی بود. هرتز در شهر هامبورگ در آلمان به دنیا آمد. به خاطر او یکای هرتز در دستگاه بین‌المللی یکاها در نظر گرفته شده‌است. او نخستین کسی بود که وجود امواج الکترومغناطیسی را ثابت کرد.

## زندگی
پدرش گوستاو فردیناند هرتز (دیوید گوستاو هرتز) (۱۸۲۷–۱۹۱۴)، که از یهودیت به مسیحیت تغییر دین داده بود، با یک بانوی مسیحی به نام آنا الیزابت پفِفِرکُرن ازدواج کرد. مادرش فرزند یک پزشک و پدرش در هامبورگ مشاور بود. او در زمانی که در هامبورگ به مدرسه می‌رفت، استعداد زیادی در زمینهٔ علم و یادگیری زبان‌های عربی و سانسکریت نشان داد. او در رشته‌های فیزیک و مهندسی در شهرهای برلین، مونیخ و درسدن ادامه تحصیل داد. در دانشگاه، او زیر نظر استادانی مانند هرمان فون هلمهولتز تحصیل کرد. در سال ۱۸۸۰ مدرک دکترا گرفت، ولی تا سال ۱۸۸۳، هنگامی که خود به استادیِ فیزیک نظری در دانشگاه کیل درآمد، دانشجوی هلمهولتز باقی ماند. در سال ۱۸۸۵ استاد دانشگاه کارلسروهه شد؛ جایی که امواج الکترومغناطیسی را کشف کرد.
او در سال ۱۸۹۲ به بیماری سرطان استخوان مبتلا شد و با اینکه چند بار عمل جراحی شد دست آخر در سن ۳۷ سالگی در گذشت. به افتخار او یکی از دهانه‌های آتشفشانی ماه را که در طرف دیگر آن است، به نام وی نامیدند.

## هواشناسی
هرتس همیشه علاقهٔ عمیقی به علم هواشناسی داشت، که شاید به خاطر ارتباط با ویلهلم فون بتسولد، استاد آزمایشگاه هرتز در دانشگاه صنعتی مونیخ، بوده باشد. به هر صورت، او خود کمک قابل توجهی در این زمینه نکرد به جز چند مورد که بیشتر جنبهٔ تفریحی داشت؛ به هلمهولتس در برلین کمک کرد که شامل تحقیقاتی در زمینهٔ تبخیر مایعات، و ساخت یک نوع جدید رطوبت‌سنج می‌شد.

تمبر یادبود هاینریش هرتز، انتشار در ۱۹۵۷، جمهوری فدرال آلمان

او در ضمن تحقیقات بسیار خود به مبانی علومی رسید که خود یا آنها را نادیده گرفت یا نتایج را اشتباه اعلام کرد، ولی همین اکتشافاتی که او آنها را اشتباه قلمداد می‌کرد، بعدها از سوی دیگران توجیه شد و اکنون بسیار مهم تلقی می‌شوند؛ مانند سازوکار رادارها و امواج بی‌سیم و بسیاری دیگر. خود او در این زمینه گفته‌است: «من فکر نمی‌کنم که امواج بی‌سیمی که من کشف کردم هیچ استفادهٔ عملی داشته باشد.» در صورتی که ما امروزه استفادهٔ غیرقابل انکاری از این امواج می‌کنیم.